# Насавадокс (Вирџинија)
Насавадокс (енгл. Nassawadox) град је у америчкој савезној држави Вирџинија. По попису становништва из 2010. у њему је живело 499 становника.

## Демографија
Према попису становништва из 2010. у граду је живело 499 становника, што је 73 (12,8%) становника мање него 2000. године.
| Група             | 2000.       | 2010.       |
| Белци             | 245 (42,8%) | 269 (53,9%) |
| Афроамериканци    | 314 (54,9%) | 205 (41,1%) |
| Азијати           | 5 (0,9%)    | 1 (0,2%)    |
| Хиспаноамериканци | 7 (1,2%)    | 14 (2,8%)   |
| Укупно            | 572         | 499         |